# サイエンス・コモンズ

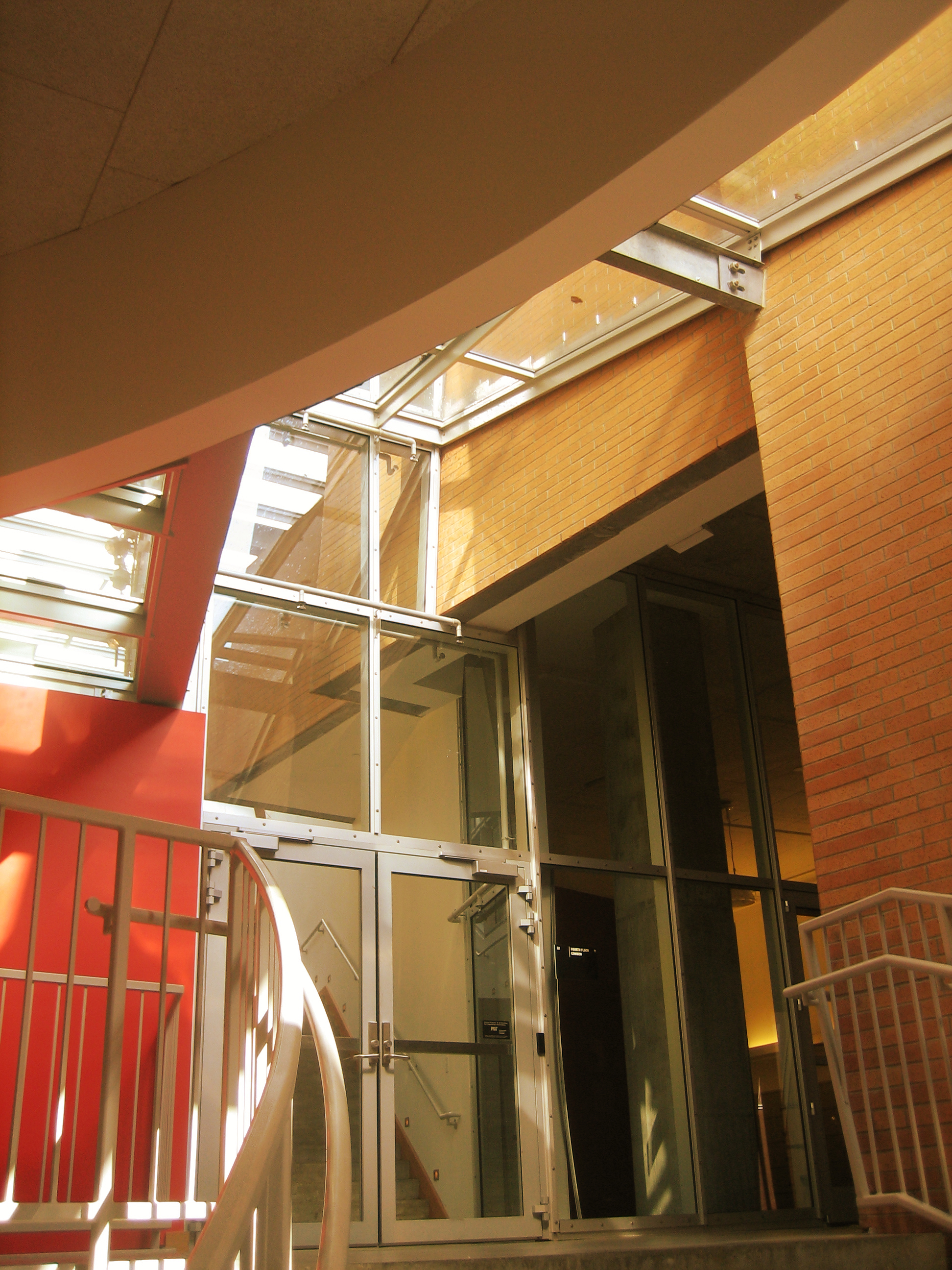
マサチューセッツ工科大学にあるサイエンス・コモンズのオフィスの入り口

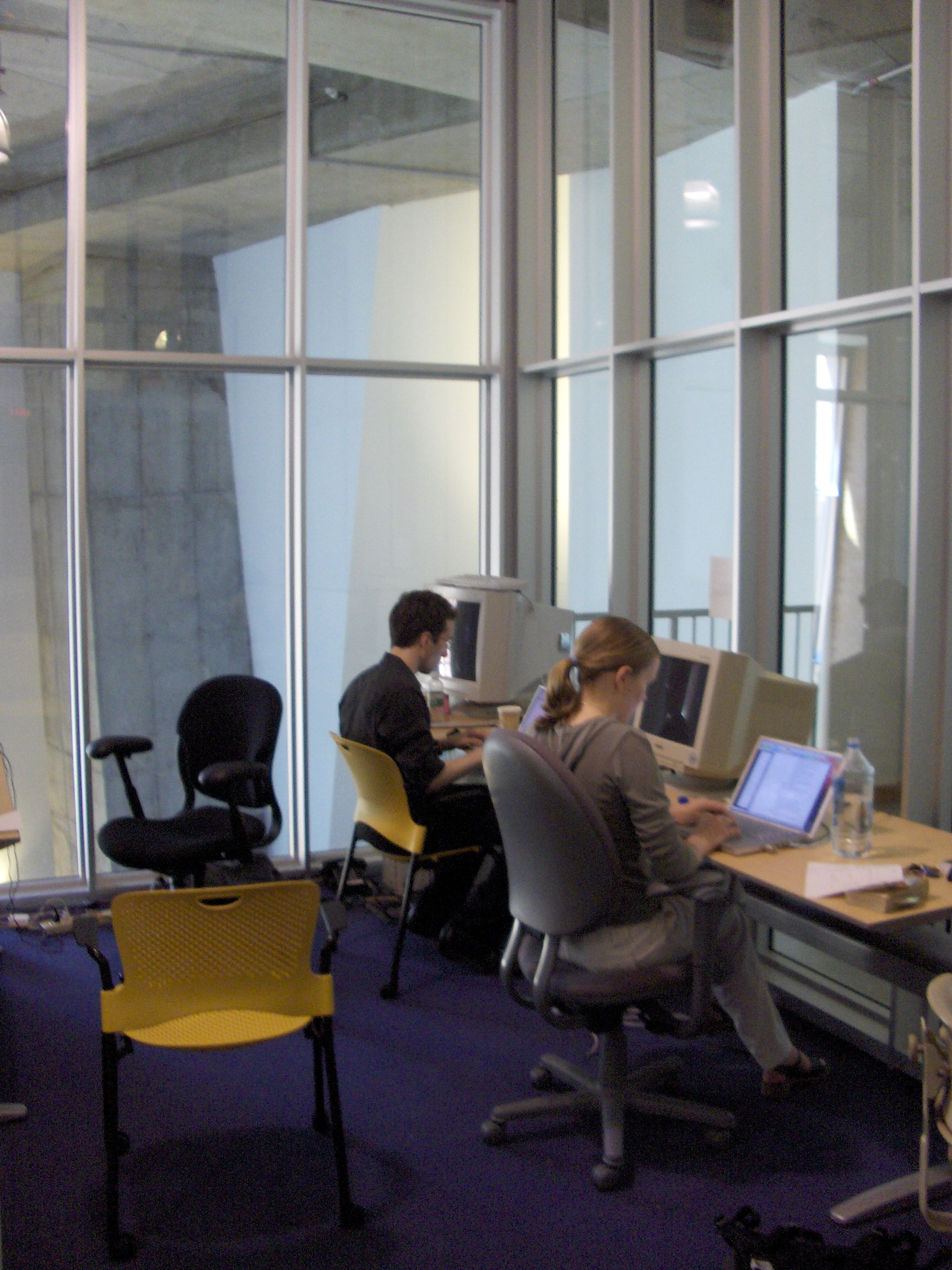
サイエンス・コモンズのオフィスの内部、2005年7月

サイエンス・コモンズ（Science Commons）は、より速く、より効率的なWebが可能にする科学的研究のための戦略とツールを設計するクリエイティブ・コモンズプロジェクトである。この組織は、研究に対する不要な障壁を特定し、これらの障壁を下げるための政策ガイドラインと法的な契約を作成し、研究データや試料の発見・利用を容易にする技術を開発する。具体的には研究成果のオープンアクセスの支援、研究データの共有、研究ツールの共用の推進などをおこなっている。この組織の目的は、データを研究における発見、それから研究の価値に結びつけることを加速させることである。
サイエンス・コモンズは、マサチューセッツ州ケンブリッジのマサチューセッツ工科大学のRay and maria Stataセンター内のMIT計算機科学人工知能研究所に拠点を構える。

## 歴史
クリエイティブ・コモンズが開始した当初、創設メンバーは、クリエイティブ・コモンズのモデルを科学に拡張することに関心を示していた。しかしながら、科学の研究に対する開かれた手法を発展させることが複雑であり、議論を喚起するものであると認識したため、クリエイティブ・コモンズの創設メンバーは、当時、専門性や技術的能力を備えてこの分野に参入しようとはしなかった。
クリエイティブ・コモンズは、2005年初頭にサイエンス・コモンズを開始した。サイエンス・コモンズは、クリエイティブ・コモンズが文化、芸術、教材の分野で達成し始めたことを科学の分野で達成すること、すなわち共有するのに不必要な法的・技術的障壁を緩和し、技術革新を促進させ、個人や組織が研究材料を共有したい条件を規定できる容易で高品質なツールを提供することを目的とする。現在の代表はジョン・ウィルバンクスである。

## 活動

### 生物材料移転プロジェクト
生体材料移転プロジェクト（MTA）は、DNA、細胞ライン、モデル動物などの生体材料を移転するコストを下げるための標準化されたモジュール型の契約書を作成し、利用する。MTAプロジェクトは、非営利団体間、並びに非営利団体及び営利団体の間で移転する取引の解決策を提供する。これは、現行の標準的な同意書と新たなサイエンス・コモンズ契約書をウェブ上に展開される一式の文書に統合させ、材料の発見機構としてライセンスを使用することにより、Amazon.comやeBayのような取引システムを可能にする。
このメタデータによる手法は、検索エンジンに統合されたクリエイティブ・コモンズライセンシングの成功に基づき、材料のライセンシングを研究の文書自体やデータベースに統合することを可能にし、促進する。このプロジェクトでは、最終的に、研究者が研究を行ったときに、学術論文に参照された材料に1-Clickのみでアクセスや注文できるようにすることを目標とする。

### ニューロコモンズ
ニューロ・コモンズプロジェクトは、生物学の研究のオープンソースナレッジ管理プラットフォームを構築することを目的とする。このプラットフォームは、（知識ベースからなる）オープンアクセス材料と（分析プラットフォームの形態の）オープンソースソフトウェアを組み合わせる。ソフトウェアは、現在開発中であるが、オープンなバイオメディカルの要約に対してテキストマイニングと自然言語処理を施すことによって、知識ベースの関連情報の作成が進行中である。これら2つの要素は、オープンコンテンツとオープンウェブ標準に基づく機能的なオープンソースプラットフォームを示す。
サイエンス・コモンズは、ニューロ・コモンズの名が示すとおり神経科学の分野においてこの活動を開始し、単一の治療分野内のネットワーク効果を出し、MTAプロジェクトを通じて神経欠損病の出資者とともに発展させたつながりをレバレッジする。ニューロ・コモンズの長期的な展望は、パイロットナレッジプロジェクトのコモンズベースのピア・エディットとアノテーションを組み合わせた分野、それから分析プラットフォームにおけるオープンソースソフトウェアコミュニティの周辺において展開する。
ニューロ・コモンズプロジェクトは、セマンティック・ウェブとともに、クリエイティブ・コモンズの歴史から生じている。サイエンス・コモンズのエグゼクティブディレクターであるジョン・ウィルバンクスは、World Wide Webコンソーシアムにおいてライフサイエンスのためのセマンティック・ウェブプロジェクトを立ち上げ、2003年に買収したセマンティクス主導のバイオインフォマティクススタートアップを率いた。サイエンス・コモンズの主な科学者であるジョナサン・リースとアラン・ルッテンバーグは、科学のためのセマンティック・ウェブの開発において重要な役割を果たしている。

### 研究者著作権プロジェクト
研究者著作権プロジェクトは、取引コストを低下させ、契約の拡散を排除することによってオープンアクセス（OA）に対する障壁を下げる。研究者著作権プロジェクトを通じて、サイエンス・コモンズは、上記の両方の方法でオープンアクセスを達成するための様々なツールやリソースを提供する。以下に、これまでのサイエンス・コモンズの取り組みや成功の一部を示す。

#### オープンアクセスデータプロトコル
サイエンス・コモンズのオープンアクセスデータプロトコルは、科学的なデータベースを合法的に互いに統合可能にすることを保証するための方法である。このプロトコルは、ライセンスや法的なツールではないが、将来的にこのような法的なツールを作成するための方法論とベストプラクティスの文書であり、機械により支援された発見のため、パブリックドメインのデータをマーキングする。
プロトコルについての情報やデータベースに対するサイエンス・コモンズの立場は、FAQページに記載されており、そこでデータベースのプロトコルについてのFAQを読むことができる。また、クリエイティブ・コモンズ・ライセンス５周年の際に発行された、プロトコルについての公式発表も読むことができる。

#### OA出版とCCライセンス
オープンアクセスにする１つの手法は、オープンアクセスジャーナルで出版することである。250以上の査読済み学術雑誌が、クリエイティブ・コモンズのライセンスを使用して、オープンアクセスの哲学を実行に移している。主要な採用団体は、 Public Library of Science（PLoS）、Hindawi Publishing Corporation、それからBioMed Centralを含む。
それぞれが、ブダペストオープンアクセスイニシアティブによって示されたオープンアクセスのビジョンの法的な実施形態であるCC BYライセンスを使用する。この結果、科学的知識に対して少なくとも70年間の管理を適用する意図されない結果にならず、より多くの情報が公共での消費のために自由に利用可能にされる。

#### 研究者著作権付属文書エンジン（SCAE）
オープンアクセスのもう1つの手法は、査読ジャーナルで出版した後に、査読済み論文のコピーをウェブ上にアーカイブすること（「セルフアーカイブ」）である。このアプローチは、主として、アーカイブに基づく政策イニシアチブを採用している欧州連合、米国国立衛生研究所、ウェルカム・トラストに牽引されている。
多くのジャーナルが何らかの形態のセルフアーカイブをサポートしているが、これらの政策が様々であるので、研究者の中で実際に混乱が生じている。サイエンス・コモンズ研究者付属文書は、いつどこでどのように研究者が自身の研究成果を世界中で利用可能にするかについての混乱や疑念を排除して、研究者がセルフアーカイブを介して自身の業績を使用し、配布することに必要な権利の交渉をする。
研究者著作権付属文書エンジン（SCAE）は、署名に対応した付属文書を生成するためのシンプルなインターフェイスである。SCAEは、出版社により発行される著作権譲渡契約を修正する1ページの文書を生成する。これは、出版する際、出版前（著者の最終稿の形態で）、又は出版からある期間が経過した後に、著者が自身の研究成果をインターネット上で自由に利用可能にすることを保証する。サイエンス・コモンズのサイトのFAQでは、これをどのように行うかについて手順を追って説明している。

#### オープンアクセス法律プログラム
35以上の法律分野のジャーナルが、開始以来、オープンアクセス法律プログラムへの参加を表明している。
オープンアクセス法律（OAL）プログラムは、法律系の奨学金でオープンアクセスを促進するリソースの包括的なセットを提供する。このプログラムは、自己評価と自己報告に依存し、法律分野のジャーナルの編集委員会に対してオープンアクセスに移行する手段を提供する。
OALプログラムは、著者とジャーナルの両方をオープンアクセスの基本的な理念にコミットさせる一連のオープンアクセスの原則と、契約においてこの原則を実行する著者とジャーナルの間の自由なモデル合意契約書からなる。
どのジャーナルが既にこれを開始しているかについては、サイエンス・コモンズのサイトを参照されたい。

#### これらの取り組みの背景
サイエンス・コモンズは、Public Library of Scienceとの初期の関係と関連して発足された。ここでは、オープンアクセスの規定する論文、すなわち自由、デジタル、無料、そしてほとんどの著作権の制限のない論文を達成するために、CC BYライセンスを使用する。会議を招集し、学術出版に投資する様々な団体との意見交換をした後、この活動が選択された。
ライセンスが拡散するのを防ぐため、オープンアクセスに使用するために新たな著作権ライセンスを作るのではなく、クリエイティブ・コモンズ・ライセンスが選択された。出版におけるサイエンス・コモンズの活動も、自らOA同意契約書（OALプログラム）を作成するリソースのない法律分野のジャーナルのニーズに合わせたものとなる。再センス/コモンズは、著者が自身の学術的な成果をウェブ上にアーカイブする権利を保持できるようにすることを目的とする契約が複数存在することを認識している。このため、サイエンス・コモンズは、最も利用されている著作権付属文書を提供する団体（SPARC、MIT）との関係を構築し、方式を統合して、潜在的なユーザの中での混乱を軽減しようとしている。
上記のプロジェクト以外に、現在次のようなプロジェクトをおこなっている。
- ヘルスコモンズ
- 特許ライセンス

## データやCCライセンスの使用
サイエンス・コモンズは、2007年12月16日にパブリックドメインに供するライセンスとオープンナレッジ財団とともにオープンアクセスデータを実施するプロトコルを開始した。
このプロトコルは、クリエイティブ・コモンズ・ライセンスやGNU　GPLのような著作権ライセンスによるものではなく、パブリックドメインのデータを再構築する理論的根拠と方法論を提供するものであることに留意されたい。